# 港町 (薩摩川内市)
港町（みなとちょう）は、鹿児島県薩摩川内市の町。旧川内市港町。郵便番号は899-1924。人口は385人、世帯数は195世帯（2020年10月1日現在）。

## 地理
薩摩川内市の西部、川内川河口域に位置する。字域の北方には網津町、南方には久見崎町、東方には湯島町、水引町がそれぞれ接しており、西方には東シナ海が広がっている。
字域の南部を東西に鹿児島県道44号京泊大小路線が通っており、川内発電所付近で終点となる。中央部には南北に鹿児島県道338号京泊草道線が通っている。西部には九州電力川内発電所（別称：川内火力発電所）が所在していたが、2022年4月1日に廃止された。

### 町名の由来
港町という町名は字域内に川内港が所在していることに由来する。

## 歴史
1951年（昭和26年）4月1日には水引村が川内市に編入された。同月の11日に鹿児島県公報に掲載された「 川内市の区域内の一部の大字名及び区域変更」（鹿児島県告示）により4月1日付で元薩摩郡水引村大字網津の区域中字外月屋・臼江・上月屋・長辺・大瀬戸・岩下・立島・内山・松原・舟間島・坂下・田中・弁財天・潟平・有島・井樋尻・川田・星原・内星原・江ノ口・上星原・島田・切通・上岩下・皿山・潟前・潟・鳶巣・新塘内・下半崎・中半崎・道場・唐山の内六、一一〇番・六、一一一番・六、一二三番・六、一一四番・六、一一五番・六、一一六番・六、一一七番・六、一一八番・六、一一九番・六、一二〇番・六、一二一番ノイ・六、一二一番ノロ・六、一二二番・京泊・上半崎・川尻・外星原の区域を以て新たに川内市の町「港町」が設置された。
2004年（平成16年）10月12日に川内市、東郷町、入来町、祁答院町、樋脇町、下甑村、上甑村、鹿島村、里村が新設合併し薩摩川内市が設置された。この市町村合併に伴い設置された法定合併協議会において川内市の町・字については「現行通りとする。」と協定されたため、名称の変更は行われずに薩摩川内市の町となった。
2024年（令和6年）4月1日に港町字唐山6110の1・6110の174・6117の2・6117の3・6119・6121・6121の2・6121の3・6121の10・6121の11の区域より「サーキュラーパーク一丁目」、港町字唐山6110の173・6110の175の区域より「サーキュラーパーク二丁目」が新たに設置された。

### 字域の変遷
| 変更後                           | 変更年             | 変更前                 |
| -------------------------------- | ------------------ | ---------------------- |
| 川内市港町（新設）               | 1951年（昭和26年） | 水引村大字網津（一部） |
| サーキュラーパーク一丁目（新設） | 2024年（令和6年）  | 港町（一部）           |
| サーキュラーパーク二丁目（新設） | 2024年（令和6年）  | 港町（一部）           |

## 文化財

### 市指定
- 船間島古墳（記念物（史跡））[15]

## 人口
以下の表は国勢調査による小地域集計が開始された1995年以降の人口の推移である。
| 年                 | 人口 |
| ------------------ | ---- |
| 1995年（平成7年）  | 686  |
| 2000年（平成12年） | 602  |
| 2005年（平成17年） | 548  |
| 2010年（平成22年） | 480  |
| 2015年（平成27年） | 427  |
| 2020年（令和2年）  | 385  |

## 施設

### 公共
- 鹿児島税関支署川内出張所[21]

### 寺社
- 唐浜恵比須神社
- 恵比須神社
- 船間島神社

## 小・中学校の学区
市立小・中学校に通う場合、学区（校区）は以下の通りとなる。
| 町丁 | 番地 | 小学校                 | 中学校                 |
| ---- | ---- | ---------------------- | ---------------------- |
| 港町 | 全域 | 薩摩川内市立水引小学校 | 薩摩川内市立水引中学校 |

## 交通

### 道路
主要地方道
- 鹿児島県道44号京泊大小路線

一般県道
- 鹿児島県道338号京泊草道線

### 湾港
- 川内港
  - 高速船ターミナル
    - 甑島商船「高速船甑島」（川内港～里港～長浜港）